# Монталенге
Монталѐнге (на италианскии на пиемонтски: Montalenghe) е село и община в Метрополен град Торино, регион Пиемонт, Северна Италия. Разположено е на 360 m надморска височина. Към 1 януари 2020 г. населението на общината е 989 души, от които 91 са чужди граждани.